# 西林程公馆
西林程公馆，位于湖南省衡阳县樟木乡西林村，为晚清两淮盐运使衡阳人程商霖所建。

## 历史
一说程商霖觅地始于约1895年后，于1906年完成。一说程商霖于1903年动工，1906年竣工。1949年以后，程商霖后代大多离开衡阳，还有移居去台湾、美国、日本的，程公馆现被弃住。2015年，网友走访发现程公馆已经成了废弃的猪圈和鸡舍。

## 建筑
西林程公馆共占地十六亩，有房屋三百余间。祠堂和住宅连成一体，并不分离。
祠堂最前沿为钟房、鼓房，钟鼓均比一人还高。程氏宗祠前的花园有高达三丈余之大柏树十二株，另有山茶、天竺等多种花木。花园内还建有一座全系木榫斗作而成的“诰命楼”。祠堂大门(俗称狮子头门)外有石狮一对，另有白石栏杆、大铁香炉、大花台等，正前方为一扇形大鱼塘。祠堂正殿设神龛三座，殿内木柱高达数丈，场地宽敞，冬至开祭时可摆放整牛、整猪、整羊三只。两厢走廊高悬宫灯，灯烛辉煌。两厢另设“笃行祠”、“节孝祠”，纪述族内男女有突出事迹者，刻碑记于祠内墙壁。祠堂正殿外侧，左为“支祖祠”，右为悬挂祖先遗象之处“先容堂”。祠堂两厢外侧为“肃成所”，长达丈余之竹篾板四块悬挂于上，惩处程氏家族的犯戒者。

## 资料
1. 1 2 3 4  周, 沛. . 衡阳日报. 2009年5月24日. （原始内容存档于2009年9月23日）.
2. ↑  周, 明韬. . 衡阳晚报. 2010年8月9日. （原始内容存档于2017年4月10日）.
3. ↑  鸡窝山人. . 2015年3月21日  [2017年4月10日]. （原始内容存档于2017年4月10日）.